# Dombeya lastii
Dombeya lastii är en malvaväxtart som beskrevs av Karl Moritz Schumann. Dombeya lastii ingår i släktet Dombeya och familjen malvaväxter. Inga underarter finns listade i Catalogue of Life.